# Список французских правительств
Список французских правительств — перечень всех существовавших правлений во Франции, начиная с современных и уходя в прошлое до династии Валуа, занимавшей французский престол с 1328 по 1589 годы.

## Пятая французская республика
- Правительства, назначенные президентом Эмманюэлем Макроном с 17 мая 2017 года по настоящее время.
- Правительства, назначенные президентом Франсуа Олландом (2012—2017)
- Правительства, назначенные президентом Николя Саркози (2007—2012)
- Правительства, назначенные президентом Жаком Шираком (1995—2007)
- Правительства, назначенные президентом Франсуа Миттераном (1981—1995)
- Правительства, назначенные президентом Жискар д’Эстеном (1974—1981)
- Правительства, назначенные президентом Жоржом Помпиду (1969—1974)
- Правительства, назначенные президентом Шарлем де Голлем (1959—1969)

## Четвёртая французская республика
- Правительства, назначенные президентом Рене́ Коти́ (1954—1959)
- Правительства, назначенные президентом Венсаном Ориолем (1947—1954)

## Временное правительство
После освобождения от нацистских оккупантов, с сентября 1944 по январь 1947 г.
- Правительство Блюма (3) с 18 декабря 1946 по 22 января 1947.
- Правительство Жоржа Бидо (1) с 24 июня 1946 по 28 ноября 1946.
- Правительство Гуэна с 26 января 1946 по 12 июня 1946.
- Правительство де Голля (2) с 21 ноября 1945 по 26 января 1946.
- Правительство де Голля (1) с 10 сентября 1944 по 21 сентября 1945.

## Французский комитет национального освобождения
Французский комитет национального освобождения (ФКНО) с июня 1943 по 9 сентября 1944 годы.

## Французский национальный комитет
Французский национальный комитет «Свободная Франция», затем «Сражающаяся Франция» (октябрь 1940 — июнь 1943)

## Режим Виши
На протяжении режима Виши главой французского государства оставался Филипп Пете́н (1856—1951).
- Второе правительство Лаваля — с 18 апреля 1942 года по 19 августа 1944 года.
- Правительство Дарлана — с 10 февраля 1941 по 18 апреля 1942 года.
- Правительство Фландена — с 14 декабря 1940 года по 9 февраля 1941 года.
- Правительство Лаваля — с 16 июля по 13 декабря 1940 года.

## Третья французская республика
- Правительства, назначенные президентом Альбером Лебре́ном (1932—1940)
- Правительства, назначенные президентом Полем Думе́ром (1931—1932)
- Правительства, назначенные президентом Гастоном Думергом (1924—1931)
- Правительства, назначенные президентом Александром Мильераном (1920—1924)
- Правительство, назначенное президентом Полем Дешанелем (1920)
- Правительства, назначенные президентом Раймоном Пуанкаре́ (1913—1920)
- Правительства, назначенные президентом Арманом Фальером (1906—1913)
- Правительства, назначенные президентом Эмилем Лубе́ (1899—1906)
- Правительства, назначенные президентом Феликсом Фором (1895—1899)
- Правительство, назначенное президентом Жаном Казимир-Перье́ (1894—1895)
- Правительства, назначенные президентом Сади́ Карно́ (1887—1894)
- Правительства, назначенные президентом Жюлем Греви́ (1879—1887)
- Правительства, назначенные президентом Патрисом де Мак-Магоном (1873—1879)
- Правительства, назначенные Адольфом Тьером, главой исполнительной власти (1871) и президентом (1871—1873)
- Парижская коммуна
- Народные волнения 1870 г.

## Вторая французская империя
- Парламентская империя
  - Правительство Кузен-Монтабана с 10 августа 1870 по 4 сентября 1870.
  - Правительство Оливье с 2 января 1870 по 9 августа 1870.
- Единовластная империя
  - Правительство Луи Бонапарта (4) с 17 июля 1869 по 27 декабря 1869.
  - Правительство Луи Бонапарта (3) с 2 декабря 1852 по 17 июля 1869.

## Вторая французская республика
- Правительства, назначенные президентом Луи Бонапартом (1848—1852)
- Правление Исполнительного совета
- Правление Учредительного собрания
- Правление Исполнительного совета
- Правление Учредительного собрания
- Временное республиканское правительство

## Июльская революцияиИюльская монархия
- Король Луи-Филипп I
- Муниципальная комиссия

## Вторая реставрация
- Король Карл X
- Король Людовик XVIII

## Первая реставрация
- Король Людовик XVIII (1814—1815)

## Первая французская империя
- Император Наполеон I.

## Первая французская республика
- Французский консулат
- Исполнительная Директория
- Комитет общественного спасения
- Национальный конвент

## Династия Бурбонов(1589—1792)
- Король Людовик XVI (1774—1792)
- Король Людовик XV (1715—1774)
- Король Людовик XIV (1643—1715)
- Король Людовик XIII (1610—1643)
- Король Генрих IV (1589—1610)

## Династия Валуа(1328—1589)
- Король Генрих III (1574—1589)
- Король Карл IX (1560—1574)
- Король Франциск II (1559—1560)
- Король Генрих II (1547—1559)
- Король Франциск I (1515—1547)
- Король Людовик XII (1498—1515)
- Король Карл VIII (1483—1498)
- Король Людовик XI (1461—1483)
- Король Карл VII (1422—1461)
- Король Карл VI (1380—1422)
- Король Карл V (1364—1380)
- Король Жан II (1350—1364)
- Король Филипп VI (1328—1350)